# .id
.id — национальный домен верхнего уровня Индонезии.
На июнь 2007 года в зоне .id было зарегистрировано более 38,4 тыс. доменов; при этом около половины от их общего числа использовалось в коммерческих целях. Контроль над регистрацией доменов в зоне .id (за исключением сегментов .go.id и .mil.id) принадлежит некоммерческой организации PANDI.
С 2005 по 2007 гг. число доменов в зоне .id увеличилось вдвое. В целях популяризации домена PANDI объявила конкурс на лучшие дизайн логотипа и слоган, способные донести до интернет-пользователей идею важности доменного имени. В 2007 году министерство связи и информационных технологий Индонезии запустило программу «Dot ID Saja» со слоганом «.id для твоего id», призванную увеличить популярность интернета внутри страны и «оптимизировать доступ к зарубежным сервисам» (таким, как блоги, «поисковики» и т. п.).

## Регистрация поддоменов
В настоящее время зарегистрировано 11 национальных доменов второго уровня:
| Домен    | Регламентированные пользователи                         |
| -------- | ------------------------------------------------------- |
| .ac.id   | Образовательные учреждения                              |
| .biz.id  | Малый бизнес                                            |
| .co.id   | Коммерческие предприятия                                |
| .desa.id | Сёла (самоуправляемые)                                  |
| .my.id   | Личные страницы или блоги                               |
| .net.id  | Телекоммуникационные компании Communication/ISP Company |
| .or.id   | Официальные организации                                 |
| .web.id  | Неформальные организации и частные лица                 |
| .sch.id  | Школы                                                   |
| .mil.id  | Военные учреждения                                      |
| .go.id   | Правительство и правительственные учреждения            |